# Robert Kennicott
Robert Kennicott (Nova Orleans, Louisiana, 13 de novembre de 1835 - prop de Fort Nulato, Amèrica Russa, 13 de maig de 1866) va ser un naturalista i herpetolèg estatunidenc. De petit una malaltia crònica l'allunyà de l'escola. Com a contrapartida va passar la major part del seu temps a l'aire lliure, recol·lectant plantes i animals. Primer el seu pare, i posteriorment amb l'ajuda del naturalista Jared Potter Kirtland l'educaren a casa. Aviat, Kennicott passà a proporcionar espècimens per a la Smithsonian Institution mitjançant Spencer Fullerton Baird.
Kennicott va defensar l'estudi i la protecció dels animals natius de les praderies en una època en què els agricultors intentaven erradicar-los. Es va associar amb la Universitat Northwestern per tal de fundar un museu d'història natural el 1857, i després va fundar l'Acadèmia de Ciències de Chicago. Es va unir al Club Megatherium per estudiar espècies a la Badia de Hudson. La Western Union li va encarregar dirigir un equip en la construcció del Telègraf russo-americà a mitjans de la dècada de 1860. Kennicott va morir durant aquesta expedició, possiblement per una insuficiència cardíaca.

## Llegat
El cos de Kennicott, posat dins un recipient de metall, va ser tornat a la seva família a Illinois fent gairebé la volta al món en el transcurs d'un any, a través de Rússia i el Japó, davant la inexistència de camins a través del Canadà. Mentrestant el secretari d'Estat, Robert Seward va comprar Alaska a Rússia amb un tractat signat el 30 de març de 1867.
Per commemorar els seus esforços en nom de la ciència la glacera de Kennicott, la vall de Kennicott, el riu de Kennicott i el vaixell MV Kennicott foren anomenats en record seu.
Alguns dels seus treballs es conserven a la Universitat Northwestern, altres a la casa familiar a Glenview, Illinois, actualment National Historic Landmark. La seva documentació també és consultable a la Biblioteca Pública de Glenview.